# Münsingen, Đức
Münsingen (Swabia: Mensenga) là một thị trấn thuộc huyện Reutlingen, bang Baden-Württemberg, Đức. Nơi đây nằm cách Reutlingen 23 km về phía đông nam và cách Ulm 37 km về phía tây.